# ブランドン・マン
ブランドン・マイケル・マン（Brandon Michael Mann , 1984年5月16日 - ）は、アメリカ合衆国ワシントン州出身の元プロ野球選手（投手）、コーチ。左投左打。愛称は「BMANN（ビーマン）」。
NPBでの登録名は「ブランドン」。CPBLでの登録名は「曼恩」。

## 経歴

### 横浜への入団前

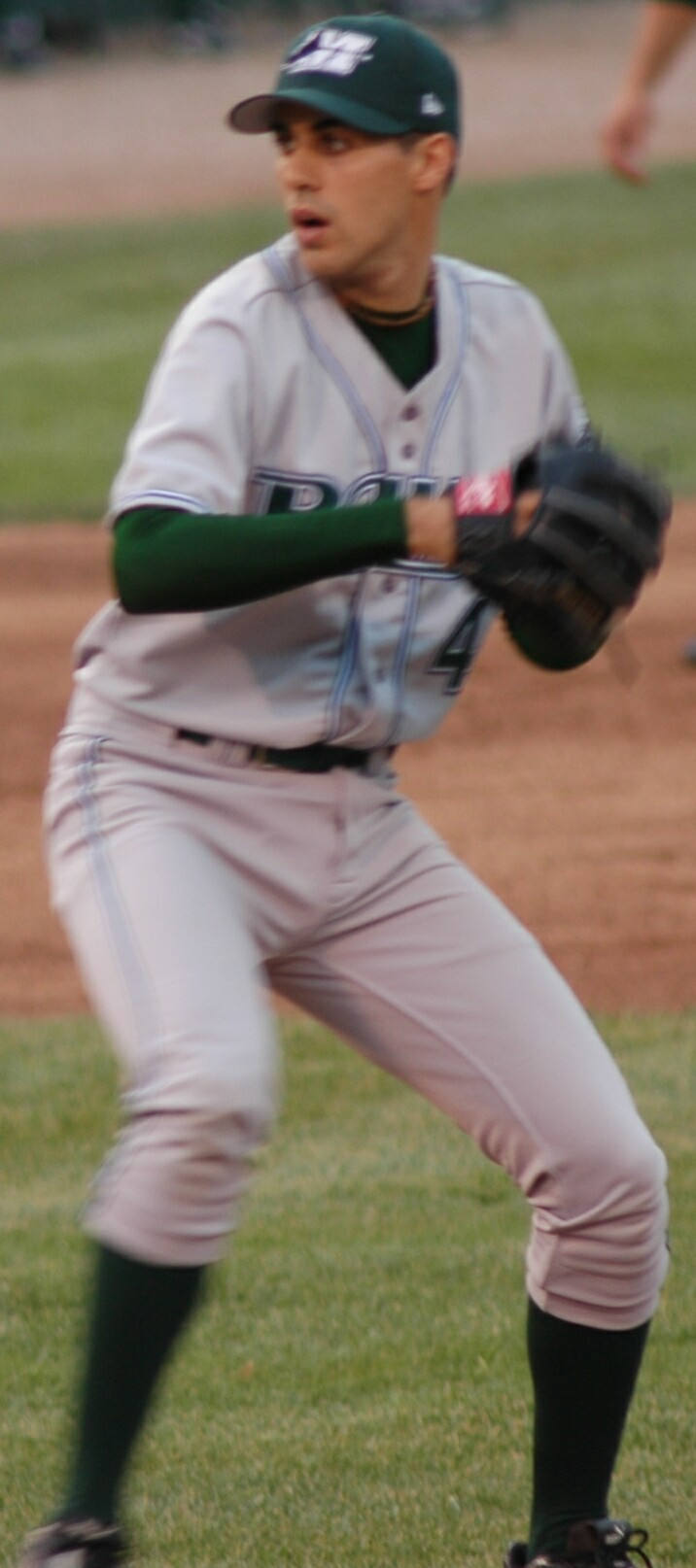
2005年5月9日

2002年にMLBドラフト27巡目（全体794位）でタンパベイ・デビルレイズに入団し、2009年まで傘下のチームでプレーした。
2010年は、ロサンゼルス・ドジャース傘下のA+級インランド・エンパイア・シックスティシクサーズでプレー後、独立リーグ・アトランティックリーグのサザンメリーランド・ブルークラブスでプレー。

### 横浜・DeNA時代
2010年オフ、横浜ベイスターズの秋季キャンプにテスト生として参加し、12月3日に合格・入団が決まった。登録名はブランドンで、背番号は52。
2011年は故障の影響で開幕に出遅れ、8月27日の対中日ドラゴンズ戦（横浜スタジアム）でようやく一軍公式戦デビュー。リリーフとして10試合に登板し、イニング計12回1/3で1点も失わなかったことを受けて先発へ転向。10月5日の対読売ジャイアンツ（巨人）戦（東京ドーム）で来日初先発を果たすと、6回無失点の好投で来日初勝利を挙げた。一軍公式戦全体では先発・中継ぎを通じて12試合に登板し、防御率1.16という好成績を残した。
経営権の譲渡によって、チーム名が横浜DeNAベイスターズに変更された2012年には、開幕から一軍で先発ローテーションの一角を担っていた。しかし、5月10日の対巨人戦（東京ドーム）3回裏一死の局面で寺内崇幸が放ったライナーが右膝を直撃。右膝の内側を打撲したため急遽降板し、3週間の戦線離脱を余儀なくされた。5月31日に一軍へ復帰し、6月16日の福岡ソフトバンクホークス戦（福岡 Yahoo! JAPANドーム）でシーズン初勝利を挙げた。しかしシーズン全体では2勝8敗、防御率5.32と振るわず、10月10日に球団から戦力外通告を受け、11月30日に自由契約公示された。

### DeNA退団後
2013年1月9日にワシントン・ナショナルズとマイナー契約を結んだ。しかしシーズン開幕前に解雇されたため、再来日した上でNPBへの復帰を目標に、ベースボール・チャレンジ・リーグの信濃グランセローズに入団してプレーを続けた。シーズン終了後に福岡ソフトバンクホークスの入団テストを受験したが不合格に終わり、12月18日にピッツバーグ・パイレーツとマイナー契約を結んだ。
2014年はパイレーツ傘下のAA級アルトゥーナ・カーブに所属していたが、5月28日に解雇となり、独立リーグ・アトランティックリーグのランカスター・バーンストーマーズと契約する。
2015年はアメリカン・アソシエーションのファーゴ・ムーアヘッド・レッドホークスと契約。10月6日にオークランド・アスレチックスとマイナー契約を結んだ。
2016年2月、禁止薬物に認定されている「オスタリン」を使用したことでMLB機構より80試合の出場停止処分を受けた。この年はルーキー級アリゾナリーグ・アスレチックス、AA級ミッドランド・ロックハウンズ、AAA級ナッシュビル・サウンズでプレーし、3球団合計で13試合に先発登板して4勝4敗・防御率4.48・73奪三振の成績を残した。オフにアスレチックスとマイナー契約で再契約。
2017年はAA級ミッドランドでプレーし、46試合（先発2試合）に登板して3勝8敗2セーブ・防御率4.40・81奪三振の成績を残した。オフの11月6日にFAとなった。

### テキサス・レンジャーズ時代
2018年1月10日にテキサス・レンジャーズとマイナー契約を結び、スプリングトレーニングに招待選手として参加することになった。
シーズン開幕は傘下のAAA級ラウンドロック・エクスプレスで迎え、5月13日にメジャー契約を結んでアクティブ・ロースター入りした。背番号は前年までタナー・シェパーズが着けていた52。同日のヒューストン・アストロズ戦でMLB初登板を果たした。この日は1回2/3を投げ無失点だった。北米出身選手の中では、史上最年長でのメジャーデビューであった。8月7日にDFAとなり、9日にマイナー契約でAAA級ラウンドロックへ配属された。9月28日に再びメジャー契約を結んでアクティブ・ロースター入りした。

### ロッテ時代
2019年1月14日に、千葉ロッテマリーンズへの入団が発表された。チームには後に同名のブランドン・レアードが入団したが、自身はDeNA時代に続いて登録名に「ブランドン」を使用した。背番号は85。
レギュラーシーズンでは、4月3日の対埼玉西武ライオンズ戦（メットライフドーム）で先発したことを皮切りに、一軍公式戦14試合に登板。通算の防御率は3.94で、救援登板では3つのホールドを記録した。しかし勝ち星を1つも挙げられないまま、8月17日の対オリックス・バファローズ戦（京セラドーム大阪）6回裏の救援登板中に左肘痛を発症。8月20日に左肘の屈筋腱の炎症と診断されてからは、二軍を含めて実戦登板の機会がなく、シーズン終了後の11月30日に戦力外通告を受けた。

### ロッテ退団後
2020年2月7日、レンジャーズへマイナー契約で復帰。スプリングトレーニングに招待選手として参加したが、新型コロナウイルス感染症流行の影響でマイナーリーグか開催されないことが決まった6月に放出された。

### 楽天モンキーズ時代
2020年8月1日に、CPBLの楽天モンキーズへ入団したことが発表された。9月10日の対中信兄弟戦で、先発投手としてCPBLの公式戦にデビュー。5回2失点で勝敗は付かなかったものの、10個の三振を奪った。その後は成績が安定せず中継ぎに転向したが、通算10試合の登板で0勝2敗、防御率7.08と振るわず、シーズン終了後に戦力外となり現役を引退した。

### 現役引退後
2021年には、KBOリーグのロッテ・ジャイアンツで二軍のピッチングコーディネーターを担当。2022年からはアメリカに戻って、ドライブライン・ベースボール（シアトル郊外のトレーニング施設）のスタッフを務めている。

## 投球スタイル
投げ下ろされる角度の大きな伸びのいいストレートが持ち味である反面、制球力には課題があった。
球速は平均140km台で、スライダーやチェンジアップ、カーブ、シュートを投げる。
2013年9月からジェフ・ウィリアムスを参考に投球フォームをサイドスローに転向した。

## 人物
本人が日本語好きを自称しているように、来日後は日本語での会話を学習するだけでなく、文字の勉強も幼児向けの教材を用いながら独学で続けており、Twitterでは平仮名を取り入れたつぶやきを積極的に行うなど日本語に対して並々ならぬ好感を抱いている。
また、2012年の春季キャンプで行われた朝の声出しでは「熱いぜ!」と言って笑いを取ったり、監督である中畑清に対し「キヨシ、今日は絶好調?」と語りかけるなど、非常に人当たりの良い性格である。
2018年の開幕前、シアトル・マリナーズとの練習試合でイチローに頭部への死球を与えてしまった際には、とっさに日本式に頭を下げて謝るしぐさを見せた。
敬虔なクリスチャンでもあり、聖書のピリピ人への手紙4章13節の御言葉「私の御力であるキリストを通じて、私は何でも出来ます。」を信条とする。

## 詳細情報

### 年度別投手成績
| 年 度     | 球 団      | 登 板 | 先 発 | 完 投 | 完 封 | 無 四 球 | 勝 利 | 敗 戦 | セ 丨 ブ | ホ 丨 ル ド | 勝 率 | 打 者 | 投 球 回 | 被 安 打 | 被 本 塁 打 | 与 四 球 | 敬 遠 | 与 死 球 | 奪 三 振 | 暴 投 | ボ 丨 ク | 失 点 | 自 責 点 | 防 御 率 | W H I P |
| --------- | ---------- | ----- | ----- | ----- | ----- | -------- | ----- | ----- | -------- | ----------- | ----- | ----- | -------- | -------- | ----------- | -------- | ----- | -------- | -------- | ----- | -------- | ----- | -------- | -------- | ------- |
| 2011      | 横浜 DeNA  | 12    | 2     | 0     | 0     | 0        | 1     | 1     | 0        | 1           | .500  | 98    | 23.1     | 19       | 1           | 8        | 0     | 3        | 17       | 0     | 0        | 3     | 3        | 1.16     | 1.16    |
| 2012      | 横浜 DeNA  | 16    | 15    | 0     | 0     | 0        | 2     | 8     | 0        | 0           | .200  | 301   | 69.1     | 66       | 3           | 29       | 0     | 3        | 42       | 1     | 1        | 43    | 41       | 5.32     | 1.37    |
| 2018      | TEX        | 7     | 0     | 0     | 0     | 0        | 0     | 0     | 0        | 0           | ----  | 36    | 8.1      | 7        | 1           | 4        | 0     | 2        | 3        | 1     | 0        | 5     | 5        | 5.40     | 1.32    |
| 2019      | ロッテ     | 14    | 1     | 0     | 0     | 0        | 0     | 2     | 0        | 3           | .000  | 75    | 16.0     | 16       | 1           | 12       | 1     | 1        | 20       | 0     | 0        | 9     | 7        | 3.94     | 1.75    |
| 2020      | 楽天(CPBL) | 10    | 3     | 0     | 0     | 0        | 0     | 2     | 0        | 0           | .000  | 98    | 20.1     | 26       | 2           | 10       | 0     | 2        | 25       | 4     | 0        | 22    | 16       | 7.08     | 1.77    |
| NPB：3年  | NPB：3年   | 42    | 18    | 0     | 0     | 0        | 3     | 11    | 0        | 4           | .214  | 474   | 108.2    | 101      | 5           | 49       | 1     | 7        | 79       | 1     | 1        | 55    | 51       | 4.22     | 1.38    |
| MLB：1年  | MLB：1年   | 7     | 0     | 0     | 0     | 0        | 0     | 0     | 0        | 0           | ----  | 36    | 8.1      | 7        | 1           | 4        | 0     | 2        | 3        | 1     | 0        | 5     | 5        | 5.40     | 1.32    |
| CPBL：1年 | CPBL：1年  | 10    | 3     | 0     | 0     | 0        | 0     | 2     | 0        | 0           | .000  | 98    | 20.1     | 26       | 2           | 10       | 0     | 2        | 25       | 4     | 0        | 22    | 16       | 7.08     | 1.77    |

### 独立リーグでの投手成績
| 年 度     | 球 団     | 登 板 | 勝 利 | 敗 戦 | セ 丨 ブ | 完 投 | 勝 率 | 投 球 回 | 打 者 | 被 安 打 | 被 本 塁 打 | 奪 三 振 | 与 四 球 | 与 死 球 | 失 点 | 自 責 点 | 暴 投 | ボ 丨 ク | 失 策 | 防 御 率 | W H I P |
| --------- | --------- | ----- | ----- | ----- | -------- | ----- | ----- | -------- | ----- | -------- | ----------- | -------- | -------- | -------- | ----- | -------- | ----- | -------- | ----- | -------- | ------- |
| 2013      | 信濃      | 30    | 1     | 9     | 0        | 1     | .100  | 72.1     | 329   | 68       | 3           | 62       | 41       | 7        | 46    | 38       | 3     | 0        | 1     | 4.73     | 1.51    |
| 通算：1年 | 通算：1年 | 30    | 1     | 9     | 0        | 1     | .100  | 72.1     | 329   | 68       | 3           | 62       | 41       | 7        | 46    | 38       | 3     | 0        | 1     | 4.73     | 1.51    |

### 記録

#### NPB
初記録
投手記録
- 初登板：2011年8月27日、対中日ドラゴンズ18回戦（横浜スタジアム）、9回表に5番手で救援登板・完了、1回無失点
- 初奪三振：2011年9月9日、対中日ドラゴンズ20回戦（ナゴヤドーム）、7回裏にトニ・ブランコから空振り三振
- 初ホールド：2011年9月29日、対読売ジャイアンツ20回戦（横浜スタジアム）、7回表に2番手で救援登板、1/3回無失点
- 初先発登板・初勝利・初先発勝利：2011年10月5日、対読売ジャイアンツ22回戦（東京ドーム）、6回無失点

打撃記録
- 初安打：2011年9月25日、対広島東洋カープ21回戦（横浜スタジアム）、4回裏に今井啓介から左前安打

#### CPBL
初記録
- 初登板・初先発登板：2020年9月10日、対中信兄弟31回戦（桃園国際野球場）、5回2失点
- 初奪三振：同上、1回表に張志強から空振り三振

### 背番号
- 52（2011年 - 2012年、2018年 - 同年8月6日）
- 87（2013年）
- 44（2018年9月29日 - 同年終了）
- 85（2019年）
- 70（2020年）
- 84（2021年）